# هاريس هاثورن وايلدر
هاريس هاثورن وايلدر (بالإنجليزية: Harris Hawthorne Wilder)‏ هو بروفيسور أمريكي، ولد في 7 أبريل 1864 في بانجور في الولايات المتحدة، وتوفي في 27 فبراير 1928 في نورثهامبتون في الولايات المتحدة.